# Нарлиев, Ходжадурды
Ходжадурды́ Нарли́ев (туркм. Hojadurdý Narlyýew; род. 20 августа 1945, Туркменская ССР, СССР) — советский, туркменский актёр, кинорежиссёр, сценарист. Заслуженный артист Туркменской ССР (1986).

## Биография
Родился в селении Коджа Туркменской ССР. Родной брат — Ходжакули Нарлиев (1937 года рождения), известный режиссёр киностудии «Туркменфильм».
В 1962 году окончил Туркменское государственное музыкальное училище имени Дангатара Овезова в Ашхабаде.
С 1962 по 1964 годы — ассистент режиссёра и оператора киностудии «Туркменфильм» в Ашхабаде.
В 1966—1970 годах учился на режиссёрском отделении Всесоюзного государственного института кинематографии (ВГИКа) в Москве (мастерская С. А. Герасимова и Т. Ф. Макаровой).
С 1970 года — режиссёр и актёр киностудии «Туркменфильм».
Также работал и в Российской Федерации — был режиссёром шести сюжетов киножурнала «Ералаш»

## Фильмография

### Актёрские работы
| Год       |   | Русское название                                           | Оригинальное название                                    | Роль                                                                                |
| --------- | - | ---------------------------------------------------------- | -------------------------------------------------------- | ----------------------------------------------------------------------------------- |
| 1963      | ф | Состязание                                                 | Şükür bagşy                                              | Берды                                                                               |
| 1966      | ф | Утоление жажды                                             | Оригинальное название неизвестно                         | Бяшим Мурадов, молодой экскаваторщик                                                |
| 1968      | ф | Рабыня                                                     | Gyrnak                                                   | Чары                                                                                |
| 1969      | ф | Встреча у старой мечети                                    | Оригинальное название неизвестно                         | Иззат Каримов                                                                       |
| 1971      | ф | Горячие тропы                                              | Оригинальное название неизвестно                         | Рахимов                                                                             |
| 1974      | ф | Мал да удал                                                | Яртыгулак                                                | Вели                                                                                |
| 1976      | ф | Волшебная книга Мурада                                     | Myradyň jadyly kitaby                                    | Байрам, дядя Мурада                                                                 |
| 1978      | ф | Любовь и ярость                                            | Оригинальное название неизвестно                         | Миррахидов                                                                          |
| 1978      | ф | Похищение скакуна                                          | Оригинальное название неизвестно                         | сын главаря басмачей                                                                |
| 1979      | ф | Время по солнцу                                            | Оригинальное название неизвестно                         | Язхан                                                                               |
| 1979      | ф | Приключения Али-бабы и сорока разбойников                  | अलीबाबा और चलीस चोर                                           | Хамид, друг Али-бабы                                                                |
| 1984      | ф | Возвращение покровителя песен                              | Оригинальное название неизвестно                         | Хештек                                                                              |
| 1984      | ф | Фраги — разлучённый со счастьем                            | Bagtyndan aýrylan Pyragy                                 | Чоудур-хан                                                                          |
| 1985      | ф | Джигит всегда джигит                                       | Оригинальное название неизвестно                         | Дурды, помощник председателя колхоза                                                |
| 1986      | ф | О том, чего не было                                        | Оригинальное название неизвестно                         |                                                                                     |
| 1986      | ф | Тайный посол                                               | Gizlin ilçi                                              | Ширгази-хан                                                                         |
| 1986      | ф | Миражи любви                                               | Оригинальное название неизвестно                         | Муфаззал, мастер гончарного ремесла                                                 |
| 1990      | ф | Манкурт                                                    | Mankurt                                                  | Каббор, манкурт                                                                     |
| 1991      | ф | Зохре и Тахир                                              | Оригинальное название неизвестно                         | Тахир, сын визиря, возлюбленный ханской дочери Зохре                                |
| 1993      | ф | Карма                                                      | Takdyr                                                   |                                                                                     |
| 1994      | ф | Каракум                                                    | Garagum                                                  |                                                                                     |
| 1996      | ф | Ермак                                                      | Ермак                                                    | хан Кучум                                                                           |
| 2002      | с | Бригада (серия № 8)                                        | Бригада                                                  | Гафур Джураев, отец Фархада Джураева («Фарика»)                                     |
| 2003      | с | Родина ждёт                                                | Родина ждёт                                              | начальник охраны в доме Сабейди                                                     |
| 2003      | с | Баязет                                                     | Баязет                                                   | Теймур-паша-хан, макинский шах                                                      |
| 2003      | с | Спецназ-2 (серия «Покушение»)                              | Спецназ                                                  | Барзани, афганский генерал                                                          |
| 2004      | с | Близнецы (фильм № 1 «Восточное наследство»)                | Близнецы                                                 | Ахмад Хасанович Хусейнов                                                            |
| 2005      | ф | Взять Тарантину                                            | Взять Тарантину                                          | Мазанхан, брат Ходжигорхана                                                         |
| 2005      | ф | Сага древних булгар. Лествица Владимира Красное Солнышко   | Сага древних булгар. Лествица Владимира Красное Солнышко | Булгар                                                                              |
| 2006      | с | Офицеры                                                    | Офицеры                                                  | афганский полевой командир                                                          |
| 2007      | с | Марш Турецкого. Возвращение Турецкого (фильм № 2 «Дуплет») | Марш Турецкого. Возвращение Турецкого                    | художник                                                                            |
| 2009      | ф | Белый песок                                                | Белый песок                                              | Хитматхан                                                                           |
| 2010      | с | Судьбы загадочное завтра                                   | Судьбы загадочное завтра                                 | Годавир                                                                             |
| 2010—2011 | с | Институт благородных девиц                                 | Институт благородных девиц                               | Адиль-паша, отец принцессы Мириам, турецкий революционер, «друг» Российской империи |
| 2012      | с | Топтуны (фильм № 6 «Ценный товар»)                         | Топтуны                                                  | Рамзес                                                                              |
| 2013      | с | Студия 17                                                  | Студия 17                                                | Азиз, дядя Оскара                                                                   |
| 2013      | с | Море. Горы. Керамзит                                       | Море. Горы. Керамзит                                     | Аскер                                                                               |
| 2013      | с | Тайны следствия 13 (фильм № 4 «Дурные деньги»)             | Тайны следствия                                          | Тамерлан                                                                            |
| 2013      | с | Государственная защита 3 (фильм № 3 «Женская дружба»)      | Государственная защита                                   | Тофик                                                                               |
| 2014      | с | Турецкий транзит                                           | Турецкий транзит                                         | Ибрагим                                                                             |
| 2016      | с | Всё по закону                                              | Всё по закону                                            | Амнулло                                                                             |

### Режиссёрские работы
- 1971 — Мы — археологи (документальный)
- 1972 — Отрава (документальный)
- 1973 — Нет дыма без огня
- 1974 — Небит-Даг (документальный)
- 1974 — Мой Туркменистан (документальный)
- 1975 — И в лёд, и в пламень (документальный)
- 1977 — Белая мгла
- 1981 — Старик и девочка
- 1981 — Утренние всадники
- 1983 — Люди моего аула
- 1987 — До свидания, мой парфянин!
- 1990 — Мускал

## Награды и премии
- 1981 — приз на Всесоюзном кинофестивале в номинации «Специальная премия режиссёрам».
- 1985 — «Приз за режиссуру» на Всесоюзном кинофестивале.
- 1985 — Государственная премия Туркменской ССР имени Махтумкули.
- 1986 — почётное звание «Заслуженный артист Туркменской ССР».